# Association technique de l'importation charbonnière
L'Association Technique de l'Importation Charbonnière ou ATIC Services est une entreprise qui couvre l’ensemble de la chaîne logistique associée à l’activité charbonnière.

## Histoire
Le développement d'ATIC Services est lié à l'économie du charbon et de l'acier. L'entreprise naît en 1945, au sortir de la guerre. Elle se développe très vite en Pologne, aux Pays-Bas et en Allemagne, en Australie et en Afrique du Sud également. Son activité couvre à la fois la manutention portuaire (le stockage) et la logistique fluviale (le transport), du charbon mais aussi de tous types de matériaux. 
En 1996, lors des privatisations qui ont lieu sous le gouvernement Juppé, ATIC Services prend le contrôle de la Compagnie française de navigation rhénane (CFNR).
Depuis 2011, ATIC Services fait partie du groupe ArcelorMittal.

## Filiales
ATIC Services compte de nombreuses filiales:
- OVET B.V. (Pays-Bas)
- SOSERID, basée à Fos-sur-mer
- EMO (Pays-Bas)
- MTMG (Pologne)
- Cita Logistics (États-Unis)
- Saar Coal International GmbH (Allemagne)